# Сан-Гіларі-Сакальм
Сан-Гіларі-Сакальм — муніципалітет у регіоні Сельва в Каталонії, Іспанія.